# 利希角
利希角（英語：Cape Leahy）是南極洲的海岬，位於瑪麗伯德地，處於卡尼島的鄧肯半島北端，在1947年1月24日由美國海軍發現和拍攝空中照片，現時由南極條約體系管理。